# アントニオ (お笑いコンビ)
アントニオとは、かつて松竹芸能に所属した日本のお笑いコンビである。元々は「ファインスタント」というコンビ名だったが、2006年3月に現在のコンビ名に変更した。
2007年7月に武田が松竹を退社したため、解散。宮下は「チューインガム」を結成。

## メンバー
武田豊彦（たけだ　とよひこ　1980年12月3日（44歳） - ）
大阪府大阪市天王寺区出身、血液型はO型、射手座、身長163cm、体重52kg、趣味はギャンブル、ボケ担当
宮下聖史（みやした　さとし　1980年12月6日（44歳） - ）
大阪府箕面市出身、血液型はA型、射手座、身長168cm、体重52kg、趣味はスポーツ観戦、ツッコミ担当